# The Common Linnets
The Common Linnets er et hollandsk band, der blev dannet i 2013. Oprindeligt bestod det af Ilse DeLange og Waylon. DeLange har udtalt at gruppen er en platform, hvor hollandske kunstnere kan lave country, americana eller bluegrassmusik, og at medlemmer vil skifte. I maj 2014 forlod Waylon bandet, og blev ertattet med den amerikanske countrysanger Jake Etheridge.
Deres sang "Calm After the Storm", som blev udgivet på deres selvbetitlede debutalbum, nåede andenpladsen ved finalen af Eurovision Song Contest 2014 og gav Holland deres bedste placering siden landet vandt i 1975. Sangen blev i hit i hele Europa.

## Historie

### Navn
DeLange og Waylon er begge fra den østlige del af Holland, og folk fra denne del af landet bliver nogle gange kaldt heikneuters på hollandsk, hvilket referer til sangfuglen kneu. På engelsk hedder denne fugl en common linnet. DeLange og Waylon er således begge "sangfugle" fra det østlige Holland. Ideen til navnet kom fra den hollandske designer Rens Dekker, som også er ansvarlig for coveret på deres single og selvbetitlede album.

### 2013–14: Eurovision og debutalbum
Den 25. november 2013 annoncerede de ansvarlige for det hollandske Eurovision Song Contest; AVRO og TROS, at bandet ville repræsentere Holland til Eurovision Song Contest 2014 i København med sangen "Calm After the Storm". Ilse De Lange og Waylon præsenterede sangen første gang på det hollandske tv-prgram De Wereld Draait Door d. 12. marts og udgav den endelige version dagen efter. Den 9. maj udgav de deres debutalbum The Common Linnets og den følgende dag nåede "Calm After the Storm" andenpladsen i Eurovisionfinalen efter Conchita Wurst fra Østrig.

## Diskografi

### Albums
| The Common Linnets                                                             | - Udgivet: 9. maj 2014 - Pladeselskab: Firefly/Universal Music Group - Format: Digital download        | 1 | 3  | 12 | 12 | 11 | 45 | 39 | 42 | 16 | 40 | - BVMI: Guld - IFPI AUT: Platim - NVPI: 3x Platin |
| II                                                                             | - Udgivet: 25. september 2015 - Pladeselskab: Firefly/Universal Music Group - Format: Digital download | 1 | 32 | 40 | —  | 18 | —  | —  | —  | —  | —  |                                                   |
| "—" denotes an album that did not chart or was not released in that territory. | |   |    |    |    |    |    |    |    |    |    |                                                   |

### Singler

#### Som hovedkunstner
| Titel                                                                          | År   | Højeste hitlisteplacering | Højeste hitlisteplacering | Højeste hitlisteplacering | Højeste hitlisteplacering | Højeste hitlisteplacering | Højeste hitlisteplacering | Højeste hitlisteplacering | Højeste hitlisteplacering | Højeste hitlisteplacering | Højeste hitlisteplacering | Højeste hitlisteplacering | Certificering                              | Album                               |
| Titel                                                                          | År   | NL                        | AUS                       | AUT                       | BEL (Vl)                  | DEN                       | GER                       | IRE                       | SPA                       | SWE                       | SWI                       | UK                        | Certificering                              | Album                               |
| ------------------------------------------------------------------------------ | ---- | ------------------------- | ------------------------- | ------------------------- | ------------------------- | ------------------------- | ------------------------- | ------------------------- | ------------------------- | ------------------------- | ------------------------- | ------------------------- | ------------------------------------------ | ----------------------------------- |
| "Calm After the Storm"                                                         | 2014 | 1                         | 66                        | 2                         | 1                         | 2                         | 3                         | 4                         | 5                         | 36                        | 3                         | 9                         | - BVMI: Guld - IFPI AUT: Guld - NVPI: Guld | The Common Linnets                  |
| "Give Me a Reason"                                                             | 2014 | 92                        | —                         | —                         | —                         | —                         | —                         | —                         | —                         | —                         | —                         | —                         |                                            | The Common Linnets                  |
| "Christmas Around Me"                                                          | 2014 | —                         | —                         | —                         | —                         | —                         | —                         | —                         | —                         | —                         | —                         | —                         |                                            | The Common Linnets: Special Edition |
| "We Don't Make the Wind Blow"                                                  | 2015 | 32                        | —                         | —                         | 56                        | —                         | —                         | —                         | —                         | —                         | —                         | —                         |                                            | II                                  |
| "Hearts On Fire"                                                               | 2015 | —                         | —                         | —                         | —                         | —                         | —                         | —                         | —                         | —                         | —                         | —                         |                                            | II                                  |
| "In Your Eyes"                                                                 | 2016 | —                         | —                         | —                         | —                         | —                         | —                         | —                         | —                         | —                         | —                         | —                         |                                            | II                                  |
| "—" denotes a single that did not chart or was not released in that territory. |      |                           |                           |                           |                           |                           |                           |                           |                           |                           |                           |                           |                                            |                                     |

#### Som gæstekunstner
| Titel                                                | År   | Højeste hitlisteplacering | Højeste hitlisteplacering | Højeste hitlisteplacering | Album    |
| Titel                                                | År   | AUT                       | GER                       | SWI                       | Album    |
| ---------------------------------------------------- | ---- | ------------------------- | ------------------------- | ------------------------- | -------- |
| "Jolene" (The BossHoss featuring The Common Linnets) | 2015 | 25                        | 35                        | 29                        | Dos Bros |

### Andre sange på hitlisterne
| Titel                       | År   | Højeste hitlisteplacering | Album              |
| Titel                       | År   | NL                        | Album              |
| --------------------------- | ---- | ------------------------- | ------------------ |
| "Still Loving After You"    | 2014 | 16                        | The Common Linnets |
| "Sun Song"                  | 2014 | 66                        | The Common Linnets |
| "Lovers & Liars"            | 2014 | 75                        | The Common Linnets |
| "When Love Was King"        | 2014 | 84                        | The Common Linnets |
| "Where Do I Go with Me"     | 2014 | 52                        | The Common Linnets |
| "Time Has No Mercy"         | 2014 | 86                        | The Common Linnets |
| "Before Complete Surrender" | 2014 | 64                        | The Common Linnets |
| "Arms of Salvation"         | 2014 | 61                        | The Common Linnets |
| "Hungry Hands"              | 2014 | 44                        | The Common Linnets |
| "Love Goes On"              | 2014 | 13                        | The Common Linnets |
| "Broken But Home"           | 2014 | 41                        | The Common Linnets |